# La terza parte della notte
La terza parte della notte (Trzecia część nocy) è un film del 1971 diretto da Andrzej Żuławski.